# Фарук Мія
Фарук Мія (англ. Farouk Miya; нар. 26 листопада 1997, Було) — угандійський футболіст, атакувальний півзахисник клубу «Львів» та національної збірної Уганди.

## Клубна кар'єра
У дорослому футболі дебютував 2013 року виступами за команду клубу «Вайперс», в якій провів три сезони. У складі «Вайперс» був одним з головних бомбардирів команди і виграв чемпіонат Уганди у 2015 році. Усього він зіграв у команді 49 матчів та забив 20 м'ячів.
У січні 2016 року на правах оренди перейшов у бельгійський «Стандард» (Льєж), а незабаром підписав з клубом повноцінну угоду. 13 березня 2016 року гравець дебютував у Лізі Жюпіле в поєдинку проти «Мехелена», вийшовши на заміну після перерви замість Дарвіна Андраде. З командою став володарем Кубка Бельгії, втім основним гравцем не став, через що здавався в оренду в «Мускрон» та азербайджанський «Сабаїл».
У сезоні 2018/19 Мія виступав за хорватську «Горицю», а на початку наступного, у серпні 2019 року, перейшов у турецький «Коньяспор». Він дебютував за нову команду через п'ять днів у грі Суперліги проти «Галатасарая» (1:1) і загалом за два сезони провів у складі клубу з Коньї 41 матч у чемпіонаті Туреччини, забивши 8 голів.
У січні 2022 року угандець підписав угоду до кінця сезону зі «Львовом».

## Виступи за збірну
Виступав за молодіжну збірну Уганди до 23 років, з якою брав участь у відборі на Всеафриканські ігри та Молодіжний (U-23) кубок африканських націй, втім на обидва турніри молоді угандійці пробитись не змогли.
11 липня 2014 року дебютував в офіційних матчах у складі національної збірної Уганди в товариській грі проти Сейшельських островів (1:0), в якій забив єдиний гол у матчі. Наступного року Мія допоміг команді виграти Кубок КЕСАФА, зігравши у всіх 6 іграх на турнірі і забивши 3 голи.
Згодом у складі збірної був учасником Кубка африканських націй 2017 року у Габоні. Мія взяв участь у всіх трьох іграх, а також забив єдиний гол своєї збірної на турнірі в грі з Малі (1:1), втім його команда посіла останнє місце у групі.
Мія поїхав командою і на наступний Кубок африканських націй 2019 року у Єгипті, зігравши у всіх чотирьох матчах своєї команди, і дійшовши до 1/8 фіналу, де вони програли Сенегалу (0:1).

## Досягнення
- Володар Кубка Бельгії:

«Стандард» (Льєж): 2015/16